# Lambertus van Maastricht
Lambertus van Maastricht, ook Lambertus van Luik, Lambert, Landebertus of Lambrecht (Maastricht, 638? - Luik, 17 september 705?), was bisschop van het bisdom Maastricht vanaf circa 670 tot het jaar van zijn dood, in 700 of 705. Hij is een rooms-katholiek heilige en de patroonheilige van de textielarbeiders. Zijn naamdag is 17 september en zijn attribuut is een lans.

## Levensbeschrijving en legende
Over het leven van Lambertus is weinig met zekerheid bekend. Legenden daarentegen zijn er in overvloed. Volgens de weinig betrouwbare 14e-eeuwse Luikse kroniekschrijver Jean d'Outremeuse was hij de zoon van Aper, graaf van Osterne (later Loon), en diens vrouw Herisplende. Hij zou geboren zijn in 638 in Wintershoven. Hij werd gedoopt door bisschop Remaclus en kon al na drie maanden spreken. In Wintershoven bevond zich een door Amandus gestichte kloostergemeenschap voor kinderen uit adellijke families (zie Heiligen van Wintershoven). Daar kreeg Lambertus zijn opleiding onder de hoede van Landoaldus. Op zijn 21e ging hij bij Remaclus in de leer. Lambertus was een protegé van zijn oom, bisschop Theodardus. Toen Theodardus kort na 669 werd vermoord, bepaalden de raadslieden van de Frankische koning Childerik II dat Lambertus bisschop van Maastricht moest worden. Hij was toen dertig jaar oud.
Lambertus zou banden hebben gehad met Hugobert en Plectrudis, de eerste vrouw van Pepijn van Herstal, de hofmeier (een soort eerste minister en de werkelijke machthebber) van Austrasië, die dit gebied namens de Merovingische koningen van Austrasië bestuurde). Nadat Childerik II in 673 werd vermoord, kwam de factie van Ebroin, de hofmeier van Neustrië, ook in Maastricht aan de macht. Lambertus werd uit zijn ambt gezet en bracht de jaren 674-681 in ballingschap door in de door Remaclus in 648 opgerichte Keltisch christelijke abdij van Stavelot. In die periode was de usurpator Faramundus bisschop van Maastricht. Na de gewelddadige dood van Ebroin in 681 en de daarmee gepaard gaande wijziging in de politieke verhoudingen binnen het Merovingische rijk, kon Lambertus in 681 zijn ambt opnieuw vervullen en keerde hij terug naar zijn bisdom. Volgens een legende werd Faramundus eigenhandig door Pepijn van Herstal van de Maasbrug in Maastricht geworpen.
In het gezelschap van Willibrord, die in 691 uit Engeland was gekomen, predikte Lambertus het evangelie aan de heidenen in de Kempen en aan de benedenloop van de Maas, in het tegenwoordige Noord-Brabant en Noord-Limburg. In dit gebied zijn daarom vrij veel kerken aan hem gewijd (zie ook: Lambertuslijn).
Lambertus' familie (en ook Plectrudis' familie) lieten Dodo, een domesticus (rentmeester) van Pepijn van Herstal en vermoedelijk de broer van Pepijn van Herstals tweede vrouw Alpaida vermoorden. Dodo's familieleden, wier machtsbasis zich in de buurt van Luik bevond, namen wraak door op hun beurt Lambertus te vermoorden op zijn landgoed, de Gallo-Romeinse villa van waaruit enige tijd later Luik zou ontstaan. De moord vond uiterlijk plaats in 705 (andere jaren die genoemd worden zijn 696 en 700) in de nacht van 16 op 17 september; Lambertus was toen 67 jaar. Ook Lambertus' neven Petrus en Andolet werden vermoord. De officiële rooms-katholieke versie ziet Lambertus als een martelaar voor het geloof vanwege zijn verdediging van de huwelijkstrouw, door de verbintenis tussen Pepijn met Alpaida, de zus van Dodo en de moeder van Karel Martel, aan de kaak te stellen.
Meteen daarop werd Lambertus als martelaar vereerd. Hij werd eerst in Maastricht begraven, maar zijn opvolger, Hubertus van Luik, een beschermeling van Pepijn van Herstal en Alpaida, liet Lambertus' overblijfselen naar Luik overbrengen ('translatie'), op het moment dat hij zelf ook zijn bisschopszetel van Maastricht naar Luik verplaatste. Een nieuwe bisschopszetel had zijn eigen heilige nodig. Het was ietwat ironisch, maar getuigt misschien ook wel van berouw, dat men voor die rol een voormalige vijand koos.

## Nalatenschap

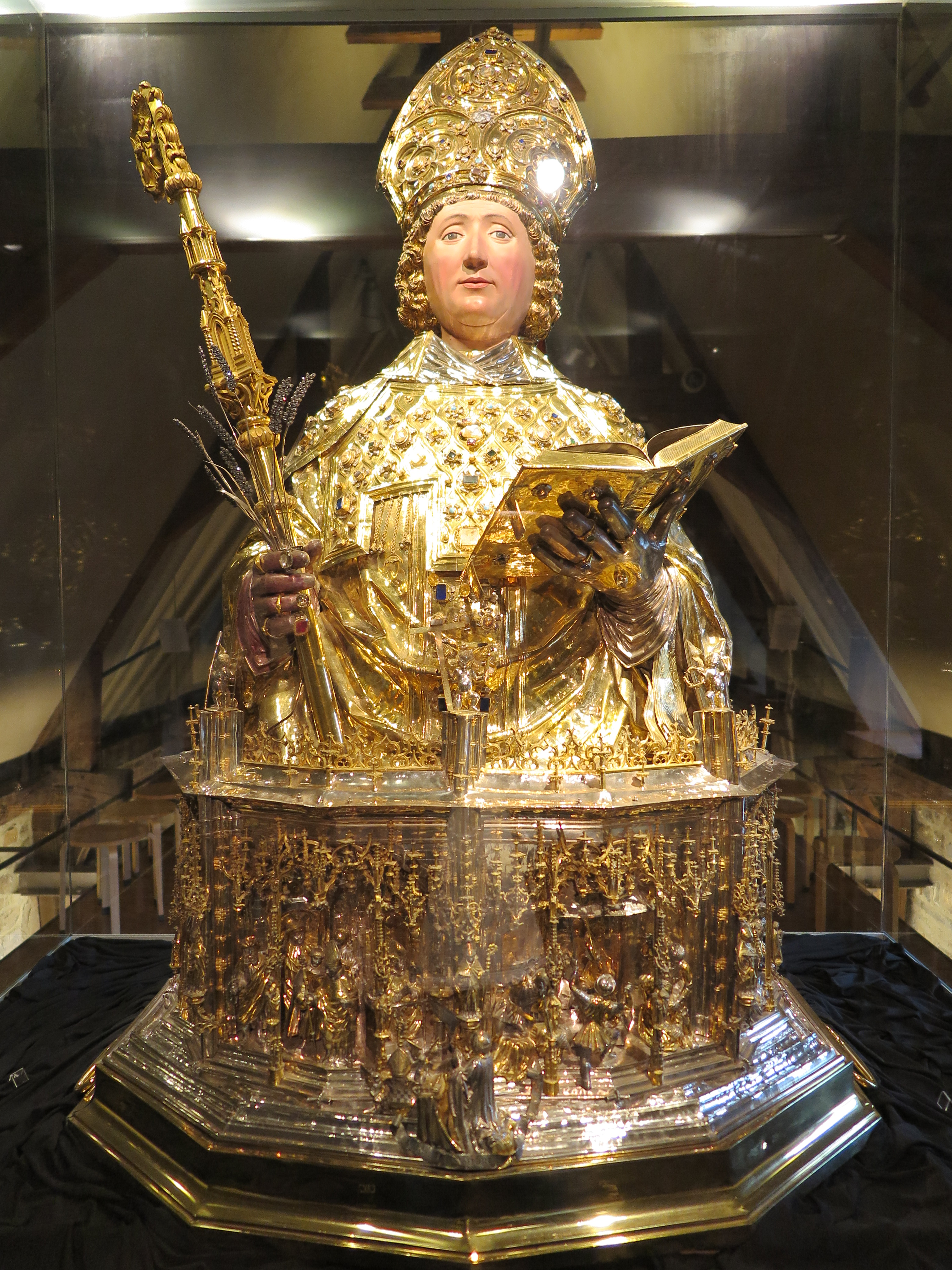
Reliekbuste van Lambertus in de schatkamer van de Sint-Pauluskathedraal

Tot 1794 was de Sint-Lambertuskathedraal de hoofdkerk van het bisdom Luik. Hier werden de relieken van Lambertus bewaard en vereerd. Nadat het oorspronkelijke reliekschrijn was vernield tijdens de verwoesting van de stad door de Bourgondiërs in 1468, schonk Karel de Stoute een verguld zilveren en met edelstenen bezette reliekbuste. In 1794 werd de kathedraal door Fransgezinde revolutionairen afgebroken, waarna het reliekenbeeld werd overgebracht naar de schatkamer van de Sint-Pauluskathedraal. Het centrale plein in Luik, waar de oude kathedraal stond, heet nog steeds Place Saint-Lambert.
In het dorp Sint Pieter, dat pas sinds 1920 bij Maastricht behoort, staat al eeuwenlang een Sint-Lambertuskapel, volgens de (onbewezen) traditie op de plek waar het domein van zijn familie lag en waar Lambertus enige jaren begraven lag. De huidige kapel is negentiende-eeuws. In zijn vermeende geboortestad Maastricht duurde het tot 1913 voordat een kerk naar hem genoemd werd: de Sint-Lambertuskerk. In 1937 verwierf deze een reliek van Lambertus. Het relikwie werd door tweeduizend Maastrichtenaren in Luik opgehaald, waarvoor twee extra treinen werden ingezet. Een jaar later bestelde de ambitieuze pastoor Linssen bij Edelsmidse Brom in Utrecht een vergulde en met edelstenen bezette reliekbuste, die de Sint-Servaasbuste naar de kroon moest steken. Nadat de kerk in 1985 wegens bouwvalligheid moest sluiten, werd de Lambertusbuste elders ondergebracht, sinds 2004 in de Sint-Annakerk, waar in 2018 een speciale Lambertuskapel werd ingericht.
In België, Nederland en andere landen zijn tientallen kerken die zijn naam dragen.
Verder bestaan er talloze naar Lambertus genoemde straten, lanen, pleinen, scholen, klinieken en andere instituten.
Lambertus is patroonheilige van de stad Luik en tevens een van de twee stadspatronen van het Duitse Freiburg im Breisgau. In Rijnland-Palts is de stad Lambrecht naar hem genoemd. Ook van de Eindhovense wijken Gestel en Blaarthem is Lambertus de patroonheilige